# كلفن موتالي
كلفن موتالي (بالإنجليزية: Kelvin Mutale)‏ هو لاعب كرة قدم زامبي في مركز الهجوم، ولد في 20 سبتمبر 1969 في زامبيا، وتوفي في 27 أبريل 1993 في ليبرفيل في الغابون. شارك مع منتخب زامبيا لكرة القدم. أما مع النوادي، فقد لعب مع نادي الاتفاق ونادي نكانا.

## وصلات خارجية
- كلفن موتالي على موقع الاتحاد الدولي (مؤرشف)  (الإنجليزية)
- كلفن موتالي على موقع ناشيونال فوتبول تيمز (الإنجليزية)